# Danavara tennentina
Danavara tennentina är en insektsart som först beskrevs av Walker 1858.  Danavara tennentina ingår i släktet Danavara och familjen Flatidae. Inga underarter finns listade i Catalogue of Life.